# Blanka Červinková
Blanka Červinková (5. března 1942 v Praze – 13. října 2002) byla česká muzikoložka. Zabývala se českou a německou židovskou kulturou, dílem Bohuslavem Martinů, Hanse Krásy a dalších autorů. Dále se zabývala hudebním knihovnictvím.

## Dílo
- ČERVINKOVÁ, Blanka. Hans Krása : Život a dílo skladatele. 1. vyd. Praha: Tempo, 2003. 279 s. ISBN 80-901376-0-1.